# ジャパンアートマイル
ジャパンアートマイル（Japan Art Mile Foundation）は、兵庫県赤穂市にある一般財団法人である。事業分野は国際教育。
国籍の異なる小中高校2校の児童、生徒が協力して「環境保全」や「平和」など共通テーマについて1枚の絵画（1.5メートル×3.6メートル）を制作することを通じて国際理解を深める、「アートマイル国際協働学習プロジェクト」を実施している。

## 概要
名称	一般財団法人ジャパンアートマイル
所在地	兵庫県赤穂市大町２番地１６
連絡先	電話：0791-43-5629　FAX：0791-43-5640
URL	http://artmile.jp
設立	2018年3月13日

## 沿革
- 2005年	ジャパンアートマイル実行委員会設立
- 2006年	「アートマイル国際交流壁画共同制作プロジェクト」スタート　3ヵ国･地域/37校/1,121名参加
- 2007年	「アートマイル国際交流壁画共同制作プロジェクト」 5ヵ国･地域/49校/2,036名参加 / 第7回インターネット活用教育実践コンクール「朝日新聞社賞」受賞（文部科学省主催） / 「でっ描く！壁画プロジェクト in 姫路2007」 500名参加、28枚制作（子どもゆめ基金助成事業）
- 2008年	「アートマイル国際交流壁画共同制作プロジェクト」 11ヵ国･地域/65校/2,775名参加 / アートマイル壁画展」（JICA地球ひろば）※緒方貞子元理事長のリクエストにより開催 / 「アートマイル壁画展」（インドネシア：バリ Neka美術館） / Earth Day Foundation より「Earth Day Award」受賞（ニューヨーク国連本部） / 「でっ描く！壁画プロジェクト in 姫路2008」 300名参加、26枚制作　（子どもゆめ基金助成事業） / 日本インドネシア友好50周年記念事業「アートマイル交流」（インドネシア：壁画制作・展示）（国際交流基金助成事業）
- 2009年	「アートマイル国際交流壁画共同制作プロジェクト」14ヵ国･地域/95校/3,099名参加 / 「世界の子どもをつなぐアートマイル壁画展」(兵庫県立美術館：36枚展示)
- 2010年	「アートマイル国際交流壁画共同制作プロジェクト」20ヵ国･地域/123校/3,248名参加（文部科学省後援） / 「第2回ユネスコ芸術教育世界会議」参加（韓国：発表・講演） / 「アートマイルMURAMID展」（エジプト：非核平和宣言・展示）（外務省･文部科学省後援、国際交流基金助成事業）
- 2011年	「アートマイル国際交流壁画共同制作プロジェクト」18ヵ国･地域/117校/3,385名参加（文部科学省後援） / 東日本大震災復興応援事業「アートマイル絆プロジェクト」（仙台と名古屋の中学生による壁画共同制作） / 「アートマイル壁画展」（金沢21世紀美術館：70枚展示）
- 2012年	「アートマイル国際交流壁画共同制作プロジェクト」30ヵ国･地域/128校/4,278名参加（外務省・文部科学省後援） / 「アートマイル環太平洋環境ユースサミット」（インドネシア：発表・展示・制作）（外務省･文部科学省後援）
- 2013年	「アートマイル国際交流壁画共同制作プロジェクト」28ヵ国･地域/142校/3,837名参加（外務省・文部科学省後援）
- 2014年	「アートマイル国際交流壁画共同制作プロジェクト」28ヵ国･地域/106校/5,220名参加（外務省・文部科学省後援） / 「持続可能な開発のための教育に関するユネスコ世界会議」参加（岡山：発表/名古屋：展示）
- 2015年	「アートマイル国際交流壁画共同制作プロジェクト」29ヵ国･地域/139校/4,878名参加（外務省・文部科学省後援） / 「ジャパンアートマイル10周年記念フォーラム」（外務省・文部科学省後援）
- 2016年	「アートマイル国際交流壁画共同制作プロジェクト」20ヵ国･地域/102校/2,957名参加（外務省・文部科学省後援） / 「ユネスコ・アートマイル壁画展」（フランス：ユネスコ本部）（ユネスコ日本政府代表部共催）
- 2017年	「アートマイル国際交流壁画共同制作プロジェクト」18ヵ国･地域/78校/3,228名参加（外務省・文部科学省後援） / 「UNESCO Week for Peace and Sustainable Development:The Role of Education」参加（カナダ：展示） / 平成29年度外務大臣表彰受賞
- 2018年	一般財団法人ジャパンアートマイル設立